# 克里昂 (古羅馬)
克里昂(?－前132年)是西里西亞人，在西西里奴隸叛亂中，成為奴隸的軍事指揮官，與攸努斯聯手對抗反抗羅馬共和國，最終戰死。

## 生平
克里昂被俘從西里西亞帶到西西里島上成為奴隸，克里昂在途中遇見了攸努斯，當攸努斯領導奴隸叛亂時，克里昂成為了奴隸們的將軍，與攸努斯多次擊退羅馬軍團。
前132年，七萬多人的奴隸軍隊被羅馬軍團給擊敗，克里昂在此戰役中戰死。